# 现金流量
現金流（英語：cash flow）是貨幣的真實或虛擬動作，在財務學和會計學上，是指某一特定時間以內，特定的经济单位在经济活动中为了达到特定的目的而发生的资金流入和资金流出。在會計學裡，除了要量度現金流量以外，亦要為將來的現金流量作出合理的估量。現金流量的基本觀念就是企業某一段時間內可以立刻拿出來使用的現金。不过，经济活动产生的现金流入和现金流出通常在时间上不匹配，而且经济活动产生的现金流的数量和时间都具有不确定性，因此企業經營者必須致力于管理现金流的缺口，確實控制好現金流量，若現金流量不足將可能很快使企業跳票而倒閉。

## 現金流量比率
現金流量比率（英語：cash flow ratios)，為基於企業經營活動現金流的比率，其提供的信息可以隨著時間的推移進行分析，以更好地了解公司過去的業績及其未來前景；下表呈現現金流量比率之二大分類：績效比率與覆蓋比率（前者衡量盈利能力，後者呈現償付能力)，並總結常見的現金流量比率與其之計算方式：
| 績效比率（英語：performance ratios）                        | 覆蓋比率（英語：coverage ratios）                                |
| ----------------------------------------------------------- | ---------------------------------------------------------------- |
| 現金流與營業額比率 = 營業活動現金流 ÷ 淨營業額              | 債務覆蓋比率 = 營業活動現金流 ÷ 總債務                           |
| 資產現金報酬率 = 營業活動現金流 ÷ 平均總資產                | 利息覆蓋比率 = (營業活動現金流 + 利息費用 + 稅務費用) ÷ 利息費用 |
| 股本現金報酬率 = 營業活動現金流 ÷ 平均股本                  | 重投資比率 = 營業活動現金流 ÷ 長期資產之支付現金                 |
| 現金流與所得比率 = 營業活動現金流 ÷ 營業所得                | 債務償還比率 = 營業活動現金流 ÷ 長期償債之支付現金               |
| 每股現金流 = (營業活動現金流 - 優先股股利) ÷ 流通之普通股數 | 股利支付比率 = 營業活動現金流 ÷ 股利費用                         |

## 參看
- 現金流量表
- 內部報酬率
- 淨現值法
- 自由現金流量